# Rote Fabrik (Fuhr)

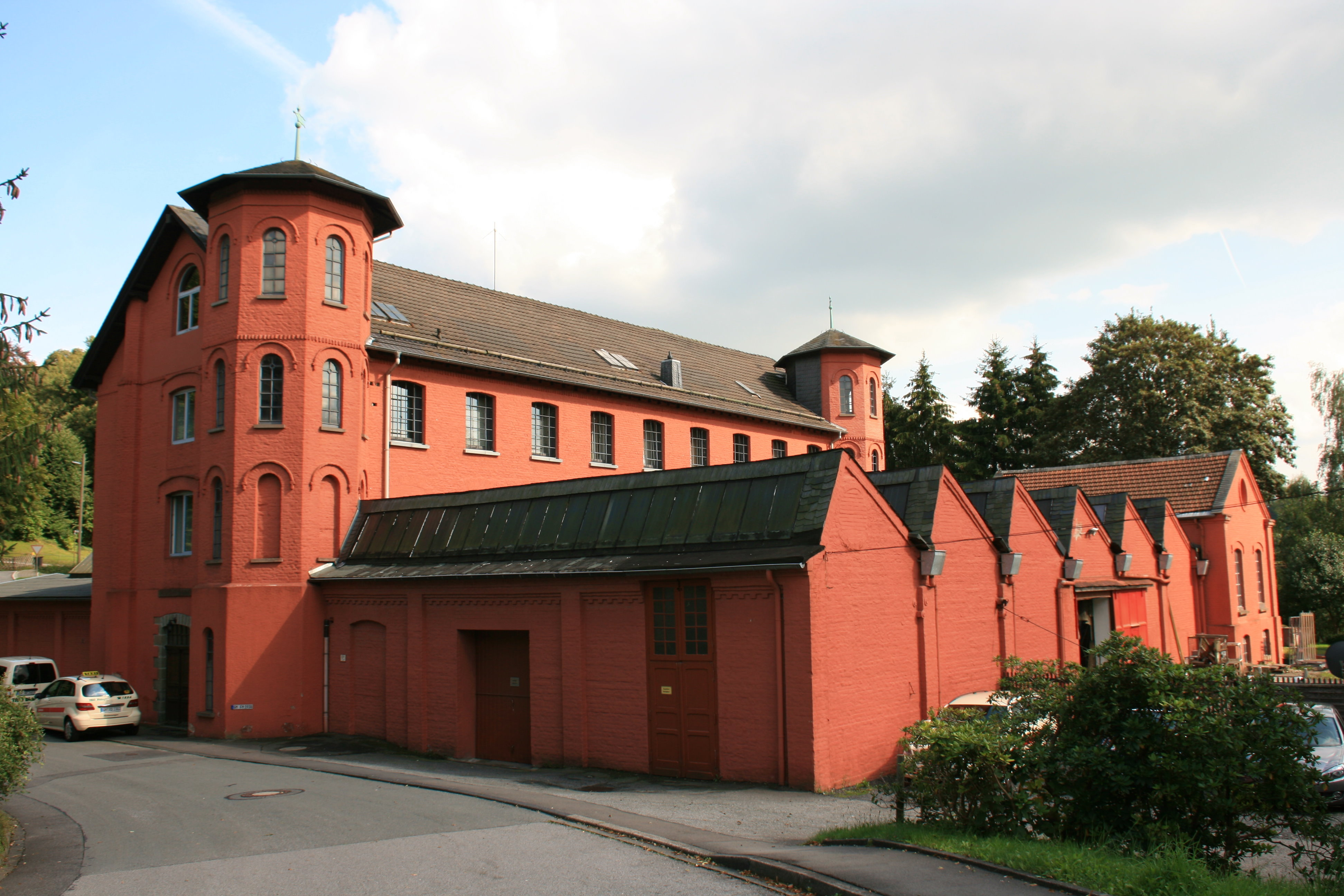
Rote Fabrik (2011)

Die Rote Fabrik ist eine dreigeschossige Fabrikanlage in Backsteinbauweise, die in der Liste der Baudenkmäler in Hückeswagen verzeichnet ist.
Das Gebäudeensemble liegt in Hückeswagen zentral an der Wupper und wurde früher als Weberei und Tuchfabrik genutzt. Es war damit ein Teil der Hückeswagener Tuchweberindustrie. Abgeleitet vom Namen des letzten Tuchfabrikanten, der diese Gebäude nutzte, Arnold Hueck, bekam die rote Fabrik den Beinamen Huecksche Fabrik. Unter dem Namen Arnold Hueck & Cie war es die letzte in Hückeswagen verbliebene Tuchfabrik, welche noch bis 1970 produzierte.

## Geschichte
Herzog Johann Wilhelm erteilte am 15. Oktober 1607 dem früheren Pächter der herrschaftlichen Kornmühle, Johann von Dhünn, die Erlaubnis, am Reinsbach eine Walkmühle zu errichten. Am gleichen Standort soll bereits eine Walk- und Ölmühle gestanden haben. Von 1796 bis 1807 wurde die Walkmühle von den Fabrikanten Thomas und Oules betrieben. Im Jahr 1809/1810 errichtete Joh. Rütger Brüning am Standort der Walkmühle an der Fuhr eine mechanische Baumwollspinnerei mit einem oberschlächtigen Wasserrad. Peter Fuhrmann erwarb das Grundstück samt Fabrik 1831, nachdem die Baumwollspinnerei von Brüning 1822 die Arbeit eingestellt hatte. Peter Fuhrmann, der das Gebäude 1831 kaufte und dort das Unternehmen „Weberei und Spinnerei Fuhrmann und Müller“ betrieb, baute es in eine Rauherei und Schererei um. Im Jahr 1841 sollen hier 42 Arbeiter an 15 Rauhmaschinen gearbeitet haben. Nach Erneuerungsarbeiten und der Beseitigung von Brandschäden verkaufte Fuhrmann die Fabrikanlage am 13. November 1849 an seinen ehemaligen Mitarbeiter Erich Waldthausen.
Erich Waldthausen, der aus Essen stammte, betrieb hier ab 1849 die „Weberei und Spinnerei Waldthausen“. Nachdem ein Feuer 1855 nahezu das gesamte Gebäude zerstörte, ließ Waldthausen es in der heute bekannten Ziegelsteinbauweise wieder errichten und nahm Umbauten an weiteren bestehenden Gebäuden vor. Er ersetzte das Wasserrad durch eine Koechlinsche Turbine, welche die Wasserkraft der Wupper besser ausnutzen konnte. 1870 zog sich Erich Waldthausen aus dem Unternehmen zurück und vermietete das Gebäude samt Inventar für kurze Zeit an die Firma “Wiehager & von Eicken”, welche die Anlage 1878 durch eine Dampfmaschine ergänzte, bevor Waldthausen die Fabrik und das Gelände 1879 an seinen Schwiegersohn Arnold Hueck übergab.
Arnold Huck, der Erich Waldthausers einzige Tochter Bertha heiratete, übernahm 1879 einen Teil der Fabrik und gab ihr den Namen „Feintuchfabrik Arnold Hueck“. Der aus Herdecke/Ruhr stammende Hueck ließ als erste Amtshandlung seine Initialen „AH“ und die Jahreszahl 1879 an beiden Fabriktürmen anbringen. Daraus entstand der Name Huecksche Fabrik, welcher noch lange Bestand hatte. In den darauf folgenden Jahren (1881 bis 1895) ließ Hueck einen 28 Meter hohen Schornstein, ein Maschinenhaus für die Anlage eines Dampfkessels mit Dampfmaschine und verschiedene Shedbauten errichten. Er gab seine eigene Spinnerei auf und stellte die Produktion auf die Herstellung von feinem Kammgarn um. Im Jahr 1907/1908 fügte Hueck den Gebäuden ein Garnlager hinzu. Als 1913 Fritz Zoll als Gesellschafter in das Unternehmen eintrat, erhielt dieses den Namen „Arnold Hueck & Cie“.
Nach dem Tod Arnold Huecks im Jahr 1921 übernahm seine Witwe zusammen mit Fritz Zoll das Unternehmen. In der Kammgarnspinnerei, welche im Jahr 1925 ungefähr 120 Arbeiter beschäftigte, wurden neben Kammgarnen auch Streichgarne für Herrenstoffe in den Farben schwarz, blau und marengo hergestellt. Die Herrenstoffe wurden anschließend von den rund 50 beschäftigten Webern angefertigt. Die jährliche Produktion belief sich auf ungefähr 120 Kilometer Tuch, welches innerhalb von Deutschland, aber auch in die USA, die Türkei und nach Rumänien ausgeliefert wurde. Trotz des Zweiten Weltkrieges und der strukturellen Schwierigkeiten der 1960er Jahre konnte sich das Unternehmen bis 1970 halten und war damit eine der letzten Tuchfabriken in Hückeswagen.
Im Jahr 1969 entgingen das alte Fabrikgebäude und ganz Hückeswagen nur haarscharf einem großen Unglück, als das, mittlerweile fremdvermietete, Garnlager Feuer fing und einen Großbrand auslöste, der drohte auf das Lager mit hochexplosiven Nitrolacken überzuspringen. Einen genaueren Bericht darüber findet man in der Rheinischen Post.